# Zalophus japonicus
Il leone marino giapponese (Zalophus japonicus) si ritiene che si sia estinto negli anni '50.
Prima del 2003 veniva considerato una sottospecie del leone marino californiano con il nome di Zalophus californianus japonicus, ma in seguito è stato classificato come specie separata. Alcuni tassonomisti lo ritengono ancora, comunque, una sottospecie del leone marino californiano. Le specie japonicus, californianus e wollenbaeki sono state riclassificate come specie distinte a causa dei loro habitat notevolmente distanti l'uno dall'altro e di alcune differenze comportamentali.
Viveva nel Mar del Giappone, soprattutto intorno alle aree costiere dell'arcipelago giapponese e della penisola coreana. Si riproduceva generalmente su aperte e piatte spiagge sabbiose, ma talvolta anche in aree rocciose.
Attualmente, ne rimangono solo alcuni esemplari impagliati in Giappone e presso il Museo Nazionale di Storia Naturale di Leida, nei Paesi Bassi, dove Philipp Franz von Siebold ne portò degli esemplari. Il British Museum ne possiede una pelle e 4 crani.

## Descrizione fisica
I maschi erano di colore grigio scuro e pesavano tra i 450 ed i 560 kg, raggiungendo lunghezze comprese tra i 2,3 e i 2,5 metri; erano quindi più grandi dei maschi di leone marino californiano. Le femmine erano molto più piccole e raggiungevano una lunghezza massima di 1,64 metri; erano inoltre di colore più chiaro.

## Areale e habitat
I leoni marini giapponesi vivevano principalmente nel Mar del Giappone, lungo le aree costiere della penisola coreana, delle isole più grandi dell'arcipelago giapponese (sia lungo le coste dell'Oceano Pacifico che del Mar del Giappone), delle isole Curili e dell'estremità meridionale della penisola di Kamčatka.
Da vecchie testimonianze coreane apprendiamo che questo leone marino, insieme alla foca maculata (Phoca largha), vivesse anche in una vasta area comprendente il Bo Hai, il Mar Giallo e il Mar del Giappone. I leoni marini e le foche hanno lasciato un'impronta rilevante nella toponomastica di alcuni luoghi situati lungo la linea costiera del Giappone, come Ashika-iwa (アシカ岩, lo «scoglio del leone marino») e punta Inubosaki (犬吠崎, letteralmente la «punta di coloro che latrano come cani», detta così a causa della somiglianza dei loro richiami con l'abbaiare dei cani).

## Comportamento e riproduzione
Questa specie si riproduceva solitamente sulle aperte e pianeggianti spiagge sabbiose, ma di rado poteva farlo anche in aree rocciose. Trascorrevano quasi tutto il loro tempo a riposarsi in caverne.

## Importanza per l'uomo

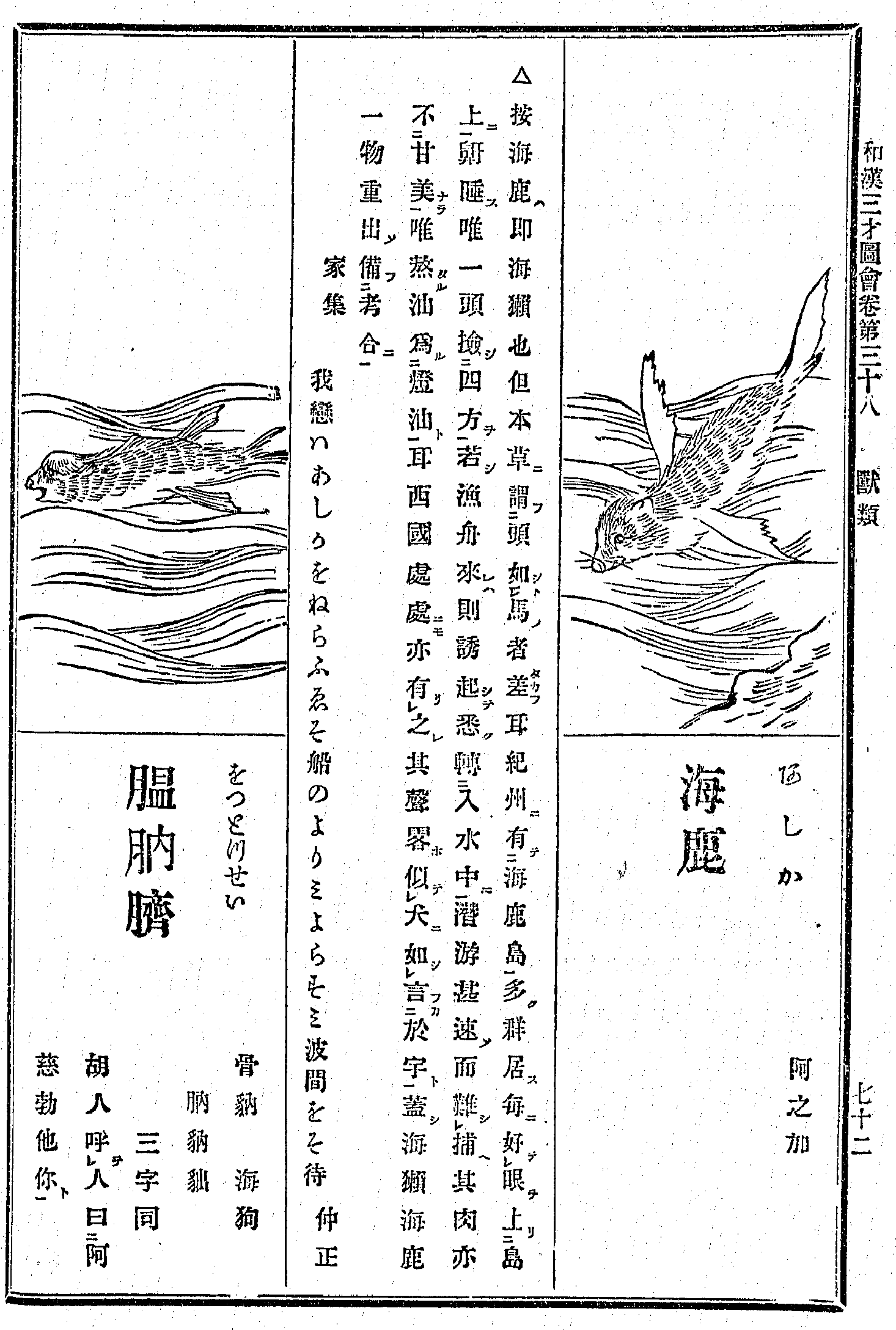
Un leone marino (a destra) e un'otaria da pelliccia illustrati nel Wakan Sansai Zue (ca. 1712).

Molte ossa di leone marino giapponese sono state rinvenute nei cumuli di conchiglie del periodo Jōmon, in Giappone, mentre un'enciclopedia del XVIII secolo, il Wakan Sansai Zue, afferma che la loro carne non fosse molto gustosa e che questi animali venivano utilizzati solamente per il loro olio, utile per le lampade. Dalla pelle veniva estratto un olio di ottima qualità, gli organi interni venivano venduti a peso d'oro dai farmacisti, mentre i baffi e il cuoio venivano utilizzati rispettivamente per pulire le pipe e in pelletteria. In seguito, questi animali vennero anche catturati per esibirli nei circhi.

## La caccia intensiva
Nel 1903, Nakai Yōzaburō, un uomo d'affari giapponese, costituì una stazione di pesca sui disabitati Scogli di Liancourt, allo scopo di fornire ai leoni marini una zona di riproduzione adeguata per poi poterli catturare senza diminuirne eccessivamente il numero; fino al coinvolgimento del Giappone nella Seconda guerra mondiale nel 1941, la caccia ai leoni marini incontrò in quell'area l'approvazione del governo. 
Un vecchio pescatore delle isole Oki dichiarò di aver lavorato assiduamente, prima della seconda guerra mondiale, per proteggere i leoni marini, in modo da poter usufruire di una risorsa perpetua per la propria attività.

## Estinzione
I registri dei pescatori commerciali giapponesi dei primi anni del '900 indicano che agli inizi del secolo erano stati uccisi 3200 leoni marini; nel 1915 ne rimanevano solamente 300 esemplari, ridotti negli anni '30 a poche dozzine. La caccia commerciale nei confronti di questa specie terminò negli anni '40, quando divenne virtualmente estinta. In tutto, i cacciatori giapponesi avevano ucciso 16.500 leoni marini, un numero abbastanza elevato per provocarne l'estinzione, ma si ritiene che anche i combattimenti sottomarini durante la Seconda guerra mondiale abbiano contribuito a ciò, distruggendo il loro habitat. L'ultima colonia di leoni marini venne avvistata da alcuni guardacoste coreani negli anni '50 e l'ultimo avvistamento confermato di uno Z. japonicus in Giappone fu quello di un giovane esemplare catturato nel 1974 al largo dell'isola di Rebun, presso la costa settentrionale di Hokkaido. Esistono anche testimonianze di altri avvistamenti non confermati, ma si ritiene che gli esemplari visti fossero comunque Z. californianus fuggiti dagli acquari.

## Progetti di reintroduzione
Il Ministero dell'Ambiente della Corea del Sud ha da tempo iniziato a promuovere la reintroduzione di leoni marini nel loro habitat originario. Di questo se ne è occupato l'Istituto Nazionale di Ricerche Ambientali della Corea.
Nel 2007 è stata annunciata la formazione di un gruppo di studio internazionale tra Corea del Nord, Corea del Sud, Russia e Cina. Le acque cinesi e russe verranno pattugliate alla ricerca di popolazioni sopravvissute di leoni marini, con la speranza di poterne reintrodurre degli esemplari lungo le coste del Mar del Giappone. Se non verrà riscontrata alcuna presenza dell'animale, il governo della Corea del Sud ha progettato di reintrodurre nelle sue acque leoni marini californiani provenienti dagli Stati Uniti. Il Ministero dell'Ambiente sudcoreano è molto interessato al promuovere questa reintroduzione, tanto per ristabilire il giusto equilibrio biologico nelle sue acque che per promuovere l'ecoturismo.